# Laura Anne Gilman
Laura Anne Gilman (* 1967 in New Jersey) ist eine US-amerikanische Schriftstellerin von Kurzgeschichten im Science-Fiction- und Fantasy-Genre, der Urban-Fantasy-Retrievers-Serie und der Fantasy-Serie Grail Quest. Bekannte Pseudonyme sind Anna Leonard und L.A. Liverakos.

## Leben
Laura Anne Gilman besuchte das Skidmore College (ein College für Liberal Arts, Geisteswissenschaften) in Saratoga Springs, New York. Sie begann ihre Karriere im Verlagswesen in New York City als Redaktionsassistentin. Nachdem sie mehrere Kurzgeschichten (ihre erste professionelle Arbeit verkaufte sie 1994 an Amazing Stories) und einige Media Tie-Ins veröffentlicht hatte und sie sich bis zum Ausführenden Editor hochgearbeitet hatte, begann sie ihre erste eigene Serie (Retrievers, 1. Bd. 2004) zu veröffentlichen.

## Werke

### Serien

#### Cosa Nostradamus

##### Retrievers
Wren Velere und ihr Partner Sergei Didier sind Retrievers (Rückholspezialisten) in einem kleinwenig anderen New York als wir es kennen. (Es gibt „Magie“, aber sie steht nicht in Konkurrenz zur Technik, sondern sie lebt durch die Elektrizität sogar davon.) Wenn ihren Auftraggebern ein Gegenstand abhandengekommen ist, sorgen sie dafür, dass es wieder zu ihm zurückkommt. Dabei ist Sergei (als Null) für das Organisatorische und Wren (als Lonejack Talent) für die Action zuständig.
- "Staying Dead"(1), Luna (Juli 2004) ISBN 0-373-80209-9
- "Curse the Dark"(2), Luna (Juli 2005) ISBN 0-373-80227-7
- "Bring It on"(3), Luna (1. Juli 2006), ISBN 0-373-80240-4
- "Burning Bridges"(4), Luna Books/Harlequin (June 2007), ISBN 0-373-80274-9
- "Free Fall"(5), Luna Books (Mai 2008), ISBN 0-373-80267-6
- "Blood From Stone"(6), Luna (Mai 2009), ISBN 0-373-80297-8

##### Kurzgeschichten/Anthologien
- "Overrush" in MURDER BY MAGIC, Rosemary Edghill (ed.), Warner Books, ISBN 0-446-67962-3
- "Palimpisest" in POWERS OF DETECTION, Dana Stabenow (ed.), Ace Books, ISBN 0-441-01197-7

#### Grail Quest
- "The Camelot Spell"(1), HarperCollins (March 2006), ISBN 0-06-077279-4
- "Morgain's Revenge"(2), HarperCollins (Juli 2006), ISBN 0-06-077282-4
- "The Shadow Companion"(3), HarperCollins (November 2006), ISBN 0-06-077286-7

#### Paranormal Scene Investigations
- 2010 Hard Magic
- 2011 Pack of Lies
- 2011 Tricks of the Trade
- 2013 Dragon Justice

### Andere Serien

#### Quantum Leap
- "Double or Nothing" (9) (with C J Henderson), Boxtree Ltd (31. Juli 1995), ISBN 0-7522-0682-6

#### Buffy – Im Bann der Dämonen
- "Visitors" (Buffy novel 9) (with Josepha Sherman), Pocket Books (Mai 1999), ISBN 0-671-02628-3
- "Deep Water" (Buffy novel 14) (with Josepha Sherman), Pocket Books (Februar 2000), ISBN 0-671-03919-9

#### Poltergeist: The Legacy
- "The Shadows Between"(03) als L.A. Liverakos, Ace Books (Oktober 2000), ISBN 0-441-00703-1

### Anthologien
- A Day in the Life. (F) In: The Day the Magic Stopped. Baen Books, 1995, ISBN 0-671-87690-2.
- mit Keith R. A. DeCandido (Hrsg.): Otherwere: Stories of Transformation. Ace Books, 1996, ISBN 0-441-00363-X.
- Exposure. (H) In: Esther M. Friesner, Martin H. Greenberg (Hrsg.): Blood Muse: Timeless Tales of Vampires in the Arts. Dutton Adult, 1995, ISBN 1-55611-470-2.
- Clean Up Your Room! (SF/humor) In: Jody Lynn Nye (Hrsg.): Don’t Forget Your Spacesuit, Dear. Baen Books, 1996, ISBN 0-671-87732-1.
- Exposure (H) in Leonard Wolf (Hrsg.): Blood Thirst: 100 Years of Vampire Fiction. Diane Pub, 1997, ISBN 0-7881-9472-0.
- Where Angels Fear to Tread. In: Highwaymen: Rogues and Robbers. DAW Books, 1997, ISBN 0-88677-732-1.
- mit Jennifer Huddle (Hrsg.): Treachery & Treason. ROC Books, 2000, ISBN 0-451-45778-1.
- His Essential Nature. (H) In: The Best of Dreams of Decadende. ROC Books, 2003, ISBN 0-451-45918-0.
- Dispossession. (H) In: Tina L. Jens, John Everson (Hrsg.): Spooks. Twilight Tales, 2004, ISBN 0-9711309-7-3.
- Source Material. (Gedicht) In: Tales From The Wonder Zone: Odyssey. Trifolium Books, 2004, ISBN 1-55244-080-X.
- KidPro. In: Wizards, Inc. DAW, 2007, ISBN 978-1-4406-2107-9.

### Sachbücher
- "Coping with Cerebral Palsy", Rosen Publishing Group (April 2001), ISBN 0-8239-3150-1
- "Yeti, the Abominable Snowman" (Unsolved Mysteries), Rosen Publishing Group (December 2001), ISBN 0-8239-3565-5
- "Economics: How Economics Works", Lerner Publications (Januar 2006), ISBN 0-8225-5757-6

### Kurzgeschichten (Magazine und Internet)
- "All the Comforts of Home" AMAZING STORIES
- Along Came a Spider (H)
- Apparent Horizon (SF)
- Catseye (F)
- Don’t You Want To Be Beautiful? (Horror/humor)
- Dragons (SF/H)
- Every Comfort of Home (SF)
- Harvey and Fifth (mainstream/ghost story)
- "In the Night" (H) in DREAMS OF DECADENCE #12
- "In the Aftermath of Something Happening" (Summer 2004)[3]
- Site Fourteen (SF)
- Sleepwork (F)
- Sympathetic Magic (F)
- Talent (H/F)
- The Road Taken (F)
- Turnings (F)

Quelle:

### Als Anna Leonard
- "Dreamcatcher", Nocturne e-book (August 2008)
- "The Night Serpent" Nocturne (September 2008), ISBN 0-373-61795-X

## Belege
1. ↑  Anna Leonard is Laura Anne Gilman. Abgerufen am 16. Oktober 2008.
2. ↑  Other Works (Tie-In Novels). Archiviert vom Original (nicht mehr online verfügbar) am 12. Oktober 2008; abgerufen am 16. Oktober 2008.  Info: Der Archivlink wurde automatisch eingesetzt und noch nicht geprüft. Bitte prüfe Original- und Archivlink gemäß Anleitung und entferne dann diesen Hinweis.
3. ↑  Oceans of the Mind Kapitel XII. Abgerufen am 16. Oktober 2008.
4. ↑  Short Fiction @ www.fictionwise.com. Archiviert vom Original (nicht mehr online verfügbar) am 22. November 2008; abgerufen am 9. Mai 2022.  Info: Der Archivlink wurde automatisch eingesetzt und noch nicht geprüft. Bitte prüfe Original- und Archivlink gemäß Anleitung und entferne dann diesen Hinweis.